# 衣笠拳次
衣笠 拳次（きぬがさ けんじ、1961年3月8日 - ）は、日本の俳優。旧芸名は衣笠 健二 。兵庫県出身。身長175cm。血液型O型。サイプロダクション所属。

## 人物
- 高瀬道場出身。
- 『あぶない刑事』シリーズの肉体派刑事・谷村役が有名。第42話「恐怖」では走行する自動車から、舗装された道路に滑落するスタントをこなしている。『もっとあぶない刑事』では上半身裸になるシーンが増え、その肉体美を披露している。
- 趣味はオートバイ。
- 特技は実戦空手、アクション、殺陣等。
- 尊敬する俳優は、ブルース・リー。

## 出演

### テレビドラマ
- あぶない刑事（1986年 - 1987年、日本テレビ / セントラル・アーツ）- 谷村進 (刑事)
- もっとあぶない刑事（1988年 - 1989年、日本テレビ / セントラル・アーツ）- 谷村進 (刑事)
- あきれた刑事 第16話「黒いドレスの殺人鬼」（1988年） - 刑事
- 勝手にしやがれヘイ!ブラザー（日本テレビ / セントラル・アーツ）
  - 第3話（1989年10月27日）
  - 第20話（1990年3月9日）
- 刑事貴族 第9話「その時、哀しみの時が過ぎた」（日本テレビ、1990年7月20日） - 岡村麻薬取締官
- 刑事貴族2（日本テレビ）
  - 第22話「俺の拳銃」（1991年11月1日） - 今井敏
  - 第37話「バス、トイレ、死体付き」（1992年2月28日）
- パパ!かっこつかないゼ（1990年、CX）
- かりん（1993年、NHK）
- 松本清張スペシャル・鉢植を買う女（1993年、ANB） - 社員
- ザ・ワイド
- あぶない刑事フォーエヴァー TVスペシャル'98（1998年8月28日、日本テレビ / セントラル・アーツ） - 谷村進 (刑事)
- 猪熊夫婦の駐在日誌
- 監察医・篠宮葉月 死体は語る
- 未来講師めぐる
- 鉄道捜査官
- 浅見光彦シリーズ / 箱庭
- 土曜ワイド劇場 / 大崎郁三の事件散歩（2012年、EX） - 柏田

### 映画
- ビー・バップ・ハイスクール（1985年）
- あぶない刑事 シリーズ - 谷村進 (刑事)
  - あぶない刑事（1987年12月12日）
  - またまたあぶない刑事（1988年7月2日）
  - もっともあぶない刑事（1989年4月22日）
  - あぶない刑事リターンズ（1996年9月14日）
  - あぶない刑事フォーエヴァー THE MOVIE（1998年9月12日）
  - まだまだあぶない刑事（2005年10月22日）
  - さらば あぶない刑事（2016年1月30日）
- ころがし涼太 激突!モンスターバス（1988年） - 田島

### Vシネマ
- 狙撃2 THE SHOOTIST（1990年）
- ハッタリさん奮戦記（1992年）
- 武闘の帝王2（1994年） - 佐竹末雄
- 武闘派刑事（1995年）
- 渡世無頼（1995年）- 金崎
- 仁義8 内部抗争激化（1996年）
- ジャパン・マフィア
- ギャングコネクション（2010年）
- 新・首領の一族（2012年）
- 列島分裂 東西10年戦争（2016年）
- 武闘派の道（2015年） - 関東睦会中根組組員
- 破門組（2015年）
- 裏門釈放1,2（2017年）

### 舞台
- ビロクシーブルース
- 山村美紗サスペンス 京都花灯路恋の耀き

### CM
- SHARP

### バラエティ
- クイズ!脳ベルSHOW（BSフジ / 2021年1月25日、1月26日）